# Tersicore

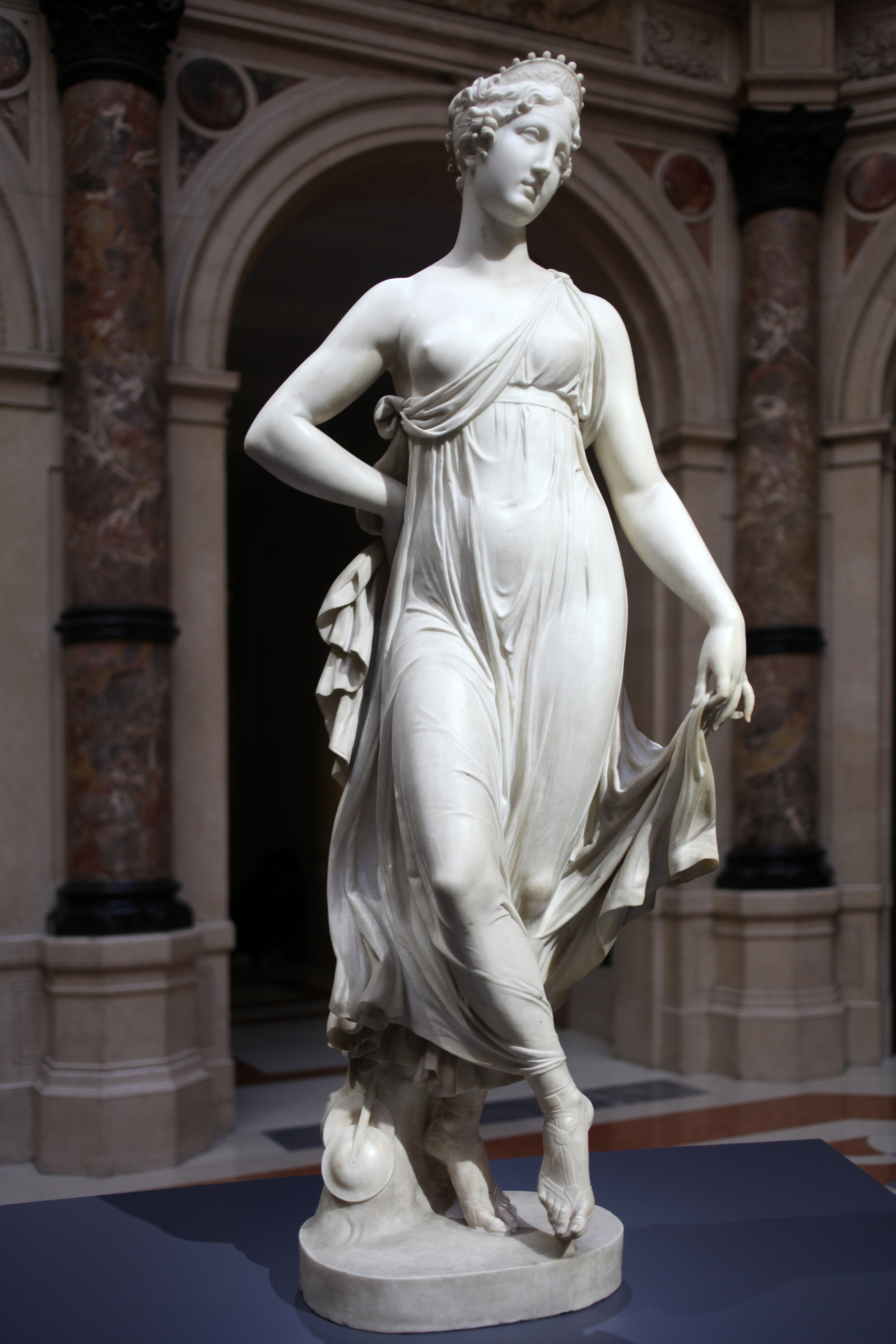
Gaetano Matteo Monti, Tersicore danzante (1820), Seminario Vescovile "Santa Maria della Pace", Cremona

Tersìcore (AFI: /terˈsikore/; letterariamente Terpsicore; in greco antico: Τερψιχόρη?, Terpsichórē; in latino Terpsichŏre) è una delle nove muse della mitologia greca. È la protettrice della danza.  Solitamente viene raffigurata con abiti simili a quelli degli aedi e coronata con foglie di alloro sempre intenta a trarre accordi con le dita affusolate nel suo strumento. Il suo nome viene dal greco antico  τέρπω?, térpō (" dar piacere, rallegrare ") e χoρός, chorós ("danza").
Da Tersicore viene la parola tersicorèo che significa "legato alla danza". È solitamente rappresentata seduta, mentre suona una lira, accompagnando con la sua musica le danzatrici.

## La musa nel mondo odierno
A Tersicore furono dedicati numerose opere nel campo dell'arte, tra cui:
- Valzer di Joseph Lanner op. 12 (1827)
- Les caractères de la danse di Jean-Féry Rebel (1720, Parigi)
- Statua in marmo di Antonio Canova (1811, Mamiano di Traversetolo, Fondazione Magnani Rocca)
- Statua in marmo di Antonio Canova (1808-1816 Cleveland Museum of Art)
- Statua in marmo di Bertel Thorvaldsen (1794 Copenaghen, Palazzo di Amalienborg)
- Canzone e album di Ike Moriz (Siren Terpsichore, 2013)
- Nel film Bellezze in cielo (1947), Tersicore è interpretata dall'attrice Rita Hayworth
- Nel film Xanadu (1980), Tersicore è interpretata dall'attrice Olivia Newton-John